# Arrondissement de Beauvais
L'arrondissement de Beauvais est une division administrative française, située dans le département de l'Oise et la région Hauts-de-France.

## Composition

### Composition avant 2015

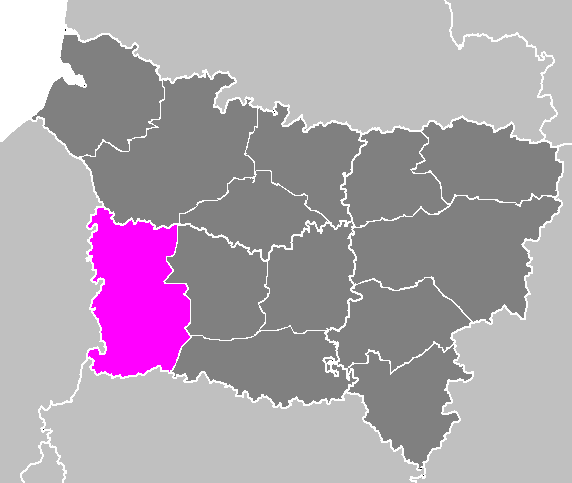
Localisation de l'arrondissement avant 2015.

Liste des cantons de l'arrondissement de Beauvais :
- Canton d'Auneuil ;
- Canton de Beauvais-Nord-Est ;
- Canton de Beauvais-Nord-Ouest ;
- Canton de Beauvais-Sud-Ouest ;
- Canton de Chaumont-en-Vexin ;
- Canton de Crèvecœur-le-Grand ;
- Canton de Formerie ;
- Canton de Grandvilliers ;
- Canton du Coudray-Saint-Germer ;
- Canton de Marseille-en-Beauvaisis ;
- Canton de Méru ;
- Canton de Nivillers ;
- Canton de Noailles ;
- Canton de Songeons.

### Découpage communal depuis 2015
Depuis 2015, le nombre de communes des arrondissements varie chaque année soit du fait du redécoupage cantonal de 2014 qui a conduit à l'ajustement de périmètres de certains arrondissements, soit à la suite de la création de communes nouvelles. Le nombre de communes de l'arrondissement de Beauvais est ainsi de 257 en 2015, 255 en 2016, 252 en 2017 et 245 en 2019.
Le 1er janvier 2024, la commune de Beaumont-les-Nonains est récréée en commune séparée des Hauts-Talican, par un arrêté préfectoral du 26 juillet 2023. Le nombre de communes passe de 245 à 246.
Au 1er janvier 2024, l'arrondissement groupe les 246 communes suivantes :
1. Abancourt
2. Abbecourt
3. Achy
4. Allonne
5. Amblainville
6. Andeville
7. Auchy-la-Montagne
8. Auneuil
9. Auteuil
10. Bailleul-sur-Thérain
11. Bazancourt
12. Beaudéduit
13. Beaumont-les-Nonains
14. Beauvais
15. Berneuil-en-Bray
16. Berthecourt
17. Blacourt
18. Blancfossé
19. Blargies
20. Blicourt
21. Bonlier
22. Bonnières
23. Bornel
24. Boubiers
25. Bouconvillers
26. Boury-en-Vexin
27. Boutencourt
28. Bouvresse
29. Bresles
30. Briot
31. Brombos
32. Broquiers
33. Buicourt
34. Campeaux
35. Canny-sur-Thérain
36. Catheux
37. Cauvigny
38. Cempuis
39. Chambors
40. Chaumont-en-Vexin
41. Chavençon
42. Choqueuse-les-Bénards
43. Conteville
44. Corbeil-Cerf
45. Cormeilles
46. La Corne-en-Vexin
47. Le Coudray-Saint-Germer
48. Le Coudray-sur-Thelle
49. Courcelles-lès-Gisors
50. Crèvecœur-le-Grand
51. Crillon
52. Le Crocq
53. Croissy-sur-Celle
54. Cuigy-en-Bray
55. Daméraucourt
56. Dargies
57. Delincourt
58. Doméliers
59. La Drenne
60. Élencourt
61. Énencourt-Léage
62. Éragny-sur-Epte
63. Ernemont-Boutavent
64. Escames
65. Esches
66. Escles-Saint-Pierre
67. Espaubourg
68. Fay-les-Étangs
69. Le Fay-Saint-Quentin
70. Feuquières
71. Flavacourt
72. Fleury
73. Fontaine-Bonneleau
74. Fontaine-Lavaganne
75. Fontaine-Saint-Lucien
76. Fontenay-Torcy
77. Formerie
78. Fouilloy
79. Fouquenies
80. Fouquerolles
81. Francastel
82. Fresne-Léguillon
83. Frocourt
84. Le Gallet
85. Gaudechart
86. Gerberoy
87. Glatigny
88. Goincourt
89. Gourchelles
90. Grandvilliers
91. Grémévillers
92. Grez
93. Guignecourt
94. Hadancourt-le-Haut-Clocher
95. Halloy
96. Le Hamel
97. Hannaches
98. Hanvoile
99. Haucourt
100. Haudivillers
101. Hautbos
102. Haute-Épine
103. Les Hauts-Talican
104. Hécourt
105. Hénonville
106. Herchies
107. Héricourt-sur-Thérain
108. Hermes
109. Hétomesnil
110. Hodenc-en-Bray
111. Hodenc-l'Évêque
112. La Houssoye
113. Ivry-le-Temple
114. Jaméricourt
115. Jouy-sous-Thelle
116. Juvignies
117. Laboissière-en-Thelle
118. Labosse
119. Lachapelle-aux-Pots
120. Lachapelle-Saint-Pierre
121. Lachapelle-sous-Gerberoy
122. Lachaussée-du-Bois-d'Écu
123. Lafraye
124. Lalande-en-Son
125. Lalandelle
126. Lannoy-Cuillère
127. Lattainville
128. Lavacquerie
129. Laverrière
130. Laversines
131. Lavilletertre
132. Lhéraule
133. Liancourt-Saint-Pierre
134. Lierville
135. Lihus
136. Loconville
137. Lormaison
138. Loueuse
139. Luchy
140. Maisoncelle-Saint-Pierre
141. Aux Marais
142. Marseille-en-Beauvaisis
143. Martincourt
144. Maulers
145. Méru
146. Le Mesnil-Conteville
147. Le Mesnil-Théribus
148. Milly-sur-Thérain
149. Moliens
150. Monceaux-l'Abbaye
151. Monneville
152. Montagny-en-Vexin
153. Montchevreuil
154. Montjavoult
155. Montreuil-sur-Thérain
156. Monts
157. Le Mont-Saint-Adrien
158. Mortefontaine-en-Thelle
159. Morvillers
160. Mouchy-le-Châtel
161. Muidorge
162. Mureaumont
163. Neuville-Bosc
164. La Neuville-sur-Oudeuil
165. La Neuville-Vault
166. Nivillers
167. Noailles
168. Novillers
169. Offoy
170. Omécourt
171. Ons-en-Bray
172. Oroër
173. Oudeuil
174. Parnes
175. Pierrefitte-en-Beauvaisis
176. Pisseleu
177. Ponchon
178. Porcheux
179. Pouilly
180. Prévillers
181. Puiseux-en-Bray
182. Quincampoix-Fleuzy
183. Rainvillers
184. Reilly
185. Rochy-Condé
186. Romescamps
187. Rotangy
188. Rothois
189. Roy-Boissy
190. Saint-Arnoult
191. Saint-Aubin-en-Bray
192. Saint-Crépin-Ibouvillers
193. Saint-Deniscourt
194. Sainte-Geneviève
195. Saint-Germain-la-Poterie
196. Saint-Germer-de-Fly
197. Saint-Léger-en-Bray
198. Saint-Martin-le-Nœud
199. Saint-Maur
200. Saint-Omer-en-Chaussée
201. Saint-Paul
202. Saint-Pierre-es-Champs
203. Saint-Quentin-des-Prés
204. Saint-Samson-la-Poterie
205. Saint-Sulpice
206. Saint-Thibault
207. Saint-Valery
208. Sarcus
209. Sarnois
210. Le Saulchoy
211. Savignies
212. Senantes
213. Senots
214. Serans
215. Sérifontaine
216. Silly-Tillard
217. Sommereux
218. Songeons
219. Sully
220. Talmontiers
221. Therdonne
222. Thérines
223. Thibivillers
224. Thieuloy-Saint-Antoine
225. Tillé
226. Tourly
227. Trie-Château
228. Trie-la-Ville
229. Troissereux
230. Valdampierre
231. Vaudancourt
232. Le Vaumain
233. Le Vauroux
234. Velennes
235. Verderel-lès-Sauqueuse
236. Viefvillers
237. Villembray
238. Villeneuve-les-Sablons
239. Villers-Saint-Barthélemy
240. Villers-Saint-Sépulcre
241. Villers-sur-Auchy
242. Villers-sur-Bonnières
243. Villers-Vermont
244. Vrocourt
245. Wambez
246. Warluis

## Démographie
En 2022, l'arrondissement comptait 230 351 habitants.
| 1962    | 1968    | 1975    | 1982    | 1990    | 1999    | 2006    | 2011    | 2016    |
| ------- | ------- | ------- | ------- | ------- | ------- | ------- | ------- | ------- |
| 131 781 | 148 550 | 163 478 | 177 393 | 195 844 | 209 540 | 217 651 | 222 688 | 229 183 |

| 2021    | 2022    | - | - | - | - | - | - | - |
| ------- | ------- | - | - | - | - | - | - | - |
| 230 887 | 230 351 | - | - | - | - | - | - | - |